# Spazio vettoriale simplettico
In algebra lineare, uno spazio vettoriale simplettico è uno spazio vettoriale reale {\displaystyle V} di dimensione pari dotato di una funzione
{\displaystyle \omega :V\times V\to \mathbb {R} }
tale che, per ogni {\displaystyle v,v',w,w'} in {\displaystyle V} e per ogni {\displaystyle \lambda ,\mu } in {\displaystyle \mathbb {R} }
{\displaystyle \omega (\lambda v+\mu v',w)=\lambda \omega (v,w)+\mu \omega (v',w)}
{\displaystyle \omega (v,\lambda w+\mu w')=\lambda \omega (v,w)+\mu \omega (v,w')}
{\displaystyle \omega (v,v)=0}
{\displaystyle \omega (v,w)=0} per ogni {\displaystyle w} implica {\displaystyle v=0}
In altre parole, {\displaystyle \omega } è una forma bilineare antisimmetrica non degenere, detta prodotto antiscalare o simplettico. Lo spazio {\displaystyle V} munito della forma {\displaystyle \omega } si dice anche munito di struttura simplettica.
Fissata una base, {\displaystyle \omega } si può rappresentare secondo una matrice di trasformazione che dovrà essere necessariamente antisimmetrica e non singolare. La dimensione dello spazio è necessariamente pari perché si dimostra che non esistono matrici antisimmetriche invertibili di dimensione dispari. Infatti, sia {\displaystyle M} la matrice di dimensione {\displaystyle m\times m} , con {\displaystyle m=\dim V},che rappresenta la forma bilineare {\displaystyle \omega } in un qualche base, ovvero 
{\displaystyle \omega (u,v)=u^{\text{T}}Mv\qquad \forall \ u,v\in V}
Allora, dal momento che la forma {\displaystyle \omega } è antisimmetrica anche {\displaystyle M} lo sarà e dunque
{\displaystyle \det W=\det W^{\text{T}}=(-1)^{m}\det W}
dove nella prima uguaglianza si è usata la formula di Binet. Dal momento che {\displaystyle W} è invertibile vale {\displaystyle \det M\neq 0}, e quindi dalla precedente espressione si evince che {\displaystyle m=2n}, e quindi la dimensione dello spazio simplettico è necessariamente pari.

## Base simplettica canonica
Dato uno spazio vettoriale simplettico {\displaystyle (V,\omega )} di dimensione {\displaystyle 2n} la base {\displaystyle \{\mathbf {e} _{1},\dots ,\mathbf {e} _{n},\mathbf {f} _{1},\dots ,\mathbf {f} _{n}\}}
tale che 
{\displaystyle \omega (\mathbf {e} _{i},\mathbf {e} _{j})=0\qquad \omega (\mathbf {f} _{i},\mathbf {f} _{j})=0\qquad \omega (\mathbf {e} _{i},\mathbf {f} _{j})=\delta _{ij}}
per ogni {\displaystyle i,j=1,\dots ,n} è detta base simplettica canonica. In tale base il prodotto simplettico diviene
{\displaystyle \omega (\mathbf {u} ,\mathbf {v} )=\mathbf {u} ^{\text{T}}J\mathbf {v} }
dove {\displaystyle J} è la matrice a blocchi data da
{\displaystyle J={\begin{bmatrix}\mathbf {0} _{n}&\mathbf {I} _{n}\\-\mathbf {I} _{n}&\mathbf {0} _{n}\end{bmatrix}}}
detta matrice unità simplettica.

### Proprietà della matrice unità simplettica
La matrice {\displaystyle J} soddisfa alcune proprietà, quali
- {\displaystyle J^{2}=-\mathbf {I} _{2n}}
- {\displaystyle J^{\text{T}}=J^{-1}=-J}
- {\displaystyle \det J=1}

### Esistenza
Si può dimostrare che ogni spazio vettoriale simplettico ammette una base simplettica canonica.

## Sottospazi
Dato uno spazio vettoriale simplettico {\displaystyle (V,\omega )} ed un suo sottospazio vettoriale {\displaystyle W}, possiamo definire il complemento ortogonale simplettico di {\displaystyle W} come
{\displaystyle W^{\perp }=\{\mathbf {u} \in V{\mbox{ tali che }}\omega (\mathbf {u} ,\mathbf {v} )=0\ \forall \ \mathbf {v} \in W\}}
Allora il sottospazio {\displaystyle W} si dice
- Isotropo se {\displaystyle W\subset W^{\perp }}
- Lagrangiano (o massimalmente isotropo) se {\displaystyle W=W^{\perp }}
- Coisotropo se {\displaystyle W\supset W^{\perp }}

Se {\displaystyle \dim V=2n}, allora la dimensione degli spazi isotropi è compresa tra {\displaystyle 0} e {\displaystyle n-1}, quella degli spazi coisotropi tra {\displaystyle n+1} e {\displaystyle 2n} e quella degli spazi Lagrangiani è necessariamente {\displaystyle n}. 
La forma simplettica è identicamente nulla sugli spazi isotropi o lagrangiani
{\displaystyle \omega (\mathbf {u} ,\mathbf {v} )=0\qquad \forall \ \mathbf {u} ,\mathbf {v} \in W{\mbox{ isotropo o lagrangiano}}}

### Esempio
Dato lo spazio vettoriale {\displaystyle V=\operatorname {span} \{\mathbf {e} _{1},\mathbf {e} _{2},\mathbf {f} _{1},\mathbf {f} _{2}\}} dotato della forma simplettica standard, il sottospazio {\displaystyle W=\operatorname {span} \{\mathbf {e} _{1},\mathbf {e} _{1}\}} è lagrangiano.

### Simplettomorfismi
Un simplettomorfismo tra due spazi vettoriali simplettici {\displaystyle (V_{1},\omega _{1})} e {\displaystyle (V_{2},\omega _{2})} è un isomorfismo lineare {\displaystyle \phi :V_{1}\to V_{2}} tale che {\displaystyle \phi ^{*}\omega _{2}=\omega _{1}}. 
In altre parole, questo significa che se vale 
{\displaystyle \omega _{2}(\phi (\mathbf {u} ),\phi (\mathbf {v} ))=\omega _{1}(\mathbf {u} ,\mathbf {v} )}
per ogni coppia di vettori {\displaystyle \mathbf {u} ,\mathbf {v} \in V_{1}}, allora {\displaystyle \phi } è un simplettomorfismo. In tal caso i due spazi si dicono simplettomorfi.
Si può dimostrare che, dato un qualsiasi spazio vettoriale simplettico {\displaystyle (V,\omega )} di dimensione {\displaystyle 2n}, questo è simplettomorfo a {\displaystyle (\mathbb {R} ^{2n},\omega _{0})}, dove {\displaystyle \omega _{0}} è la forma simplettica standard.